# Vila Nova (Santos)
Vila Nova é um bairro da cidade brasileira de Santos, onde está localizado o mercado municipal da cidade.

## História
A localidade no início no século junto com o centro, formavam os bairros nobres da cidade, tendo grandes investimentos de café; também possui uma área portuária caracterizado por frotas de navios transportadores de bens primários.
Uma grande personalidade do bairro foi Martins Fontes, que morou numa casa de esquina com as ruas da Constituição e a 7 de Setembro; possui um tradicional colégio da cidade Colégio Marista de Santos.

## Limites
O bairro situa-se na região compreendida pelas avenidas Rangel Pestana, Campos Sales, Ulrico Mursa, São Francisco, Senador Feijó e Cândido Gafreé.